# Jim Benton (Footballspieler)
James Warren „Jim“ Benton (* 25. September 1916 in Carthage, Arkansas; † 28. März 2001 in Pine Bluff, Arkansas) war ein US-amerikanischer American-Football-Spieler und -Trainer. Er spielte unter anderem Wide Receiver in der National Football League (NFL).

## Laufbahn
Benton wurde nach seinem Studium an der University of Arkansas, wo er für die Arkansas Razorbacks Football spielte, in der NFL Draft 1938 von den Cleveland Rams in der ersten Runde an elfter Stelle gezogen. Der Wide Receiver spielte bis 1942 in Cleveland. 1943 mussten die Rams ihren Spielbetrieb aufgrund von Spielermangel für ein Jahr einstellen, Benton schloss sich für eine Saison den Chicago Bears an.
Mit der von Hunk Anderson und Luke Johnsos trainierten Mannschaft gewann er in diesem Jahr die NFL Meisterschaft. Im NFL Endspiel wurden die Washington Redskins mit 41:21 besiegt. Benton konnte einen Pass von Quarterback Sid Luckman zu einem Touchdown verwerten.
1944 kehrte Benton zu dem Team aus Cleveland zurück. 1945 konnte Benton dann seinen zweiten Titel gewinnen. Dem neuen Quarterback der Rams, Bob Waterfield, gelang es immer wieder Benton mit Pässen in Szene zu setzen. Im NFL Endspiel mussten sich die Redskins den Rams mit 15:14 geschlagen geben. Benton gelang auf Pass von Waterfield erneut ein Touchdown in einem NFL Endspiel.
Jim Benton zog mit seiner Mannschaft 1946 nach Los Angeles um. Nach der Saison 1947 beendete er seine Laufbahn.
Benton zählte zu den ersten Spielern, die das Passspiel in der NFL etablieren konnten. Insgesamt konnte er 45 Touchdowns durch Passfänge während der regular Season erzielen. 1945 gelang ihm in einem Spiel gegen die Detroit Lions ein Raumgewinn von 303 Yards. Bis 1985 war dies NFL-Rekord. In diesem Jahr konnte er mit 1067 Yards den höchsten Raumgewinn aller NFL Wide Receiver erzielen. 1946 konnte er diesen Erfolg wiederholen.
Nach seiner Spielerlaufbahn war Benton Assistenztrainer bei den Rams und den Bears und Head Coach einer Collegemannschaft. 1953 zog er sich vom American Football zurück und arbeitete in der Ölwirtschaft. Er war verheiratet und hatte fünf Kinder. Benton starb an Krebs. Er ist auf dem Oakland Cemetery in Fordyce, Arkansas, beerdigt.

## Ehrungen
Benton ist Mitglied im NFL 1940s All-Decade Team, in der Arkansas Sports Hall of Fame, sowie in der Ruhmeshalle seines Colleges. Er wurde zweimal zum All-Pro gewählt und spielte in einem Pro Bowl, dem Abschlussspiel der besten Spieler einer Saison.